# Viola mirabilis
Viola mirabilis là một loài thực vật có hoa trong họ Hoa tím. Loài này được L. miêu tả khoa học đầu tiên năm 1753.

## Hình ảnh

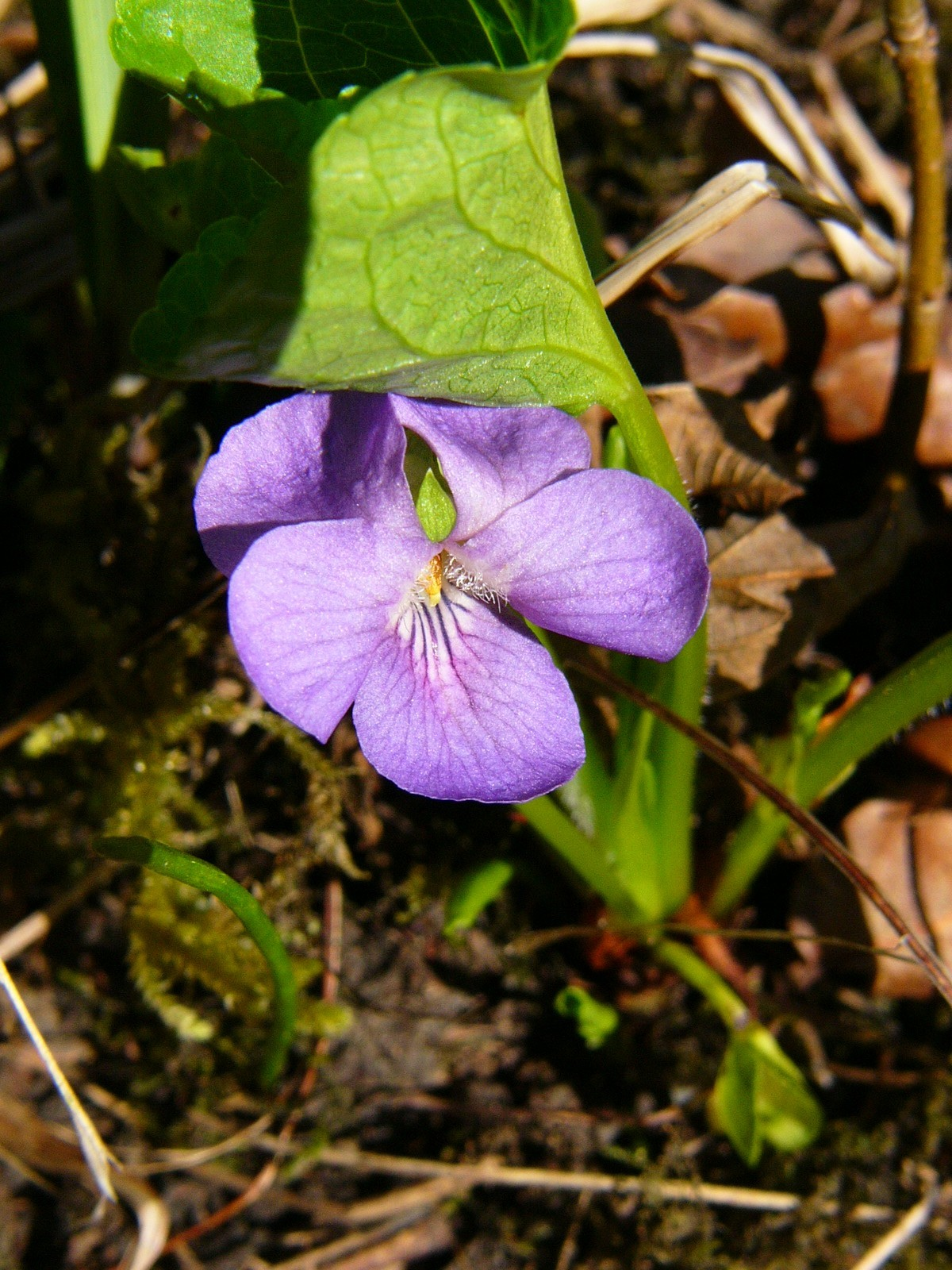
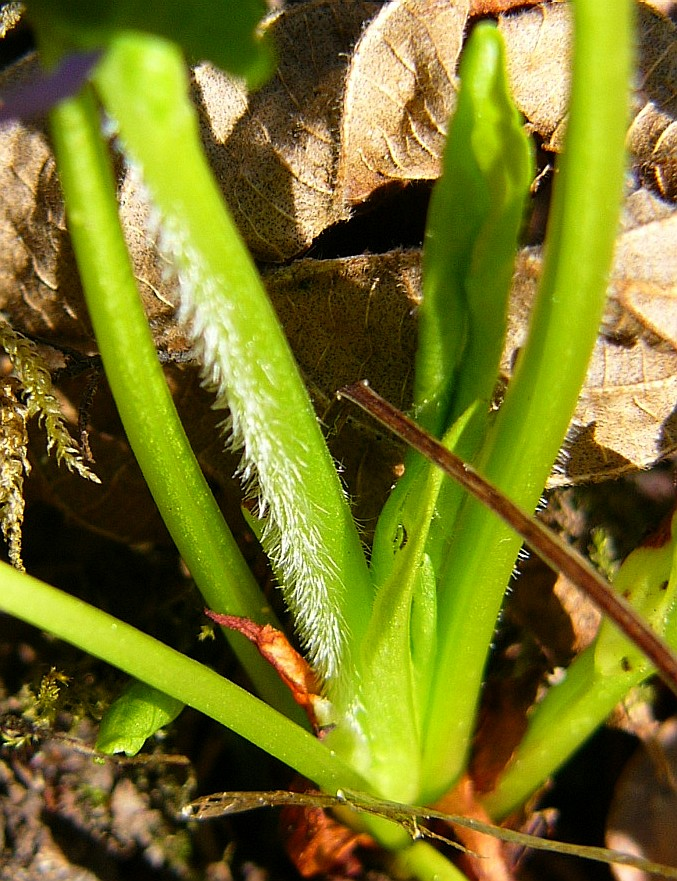
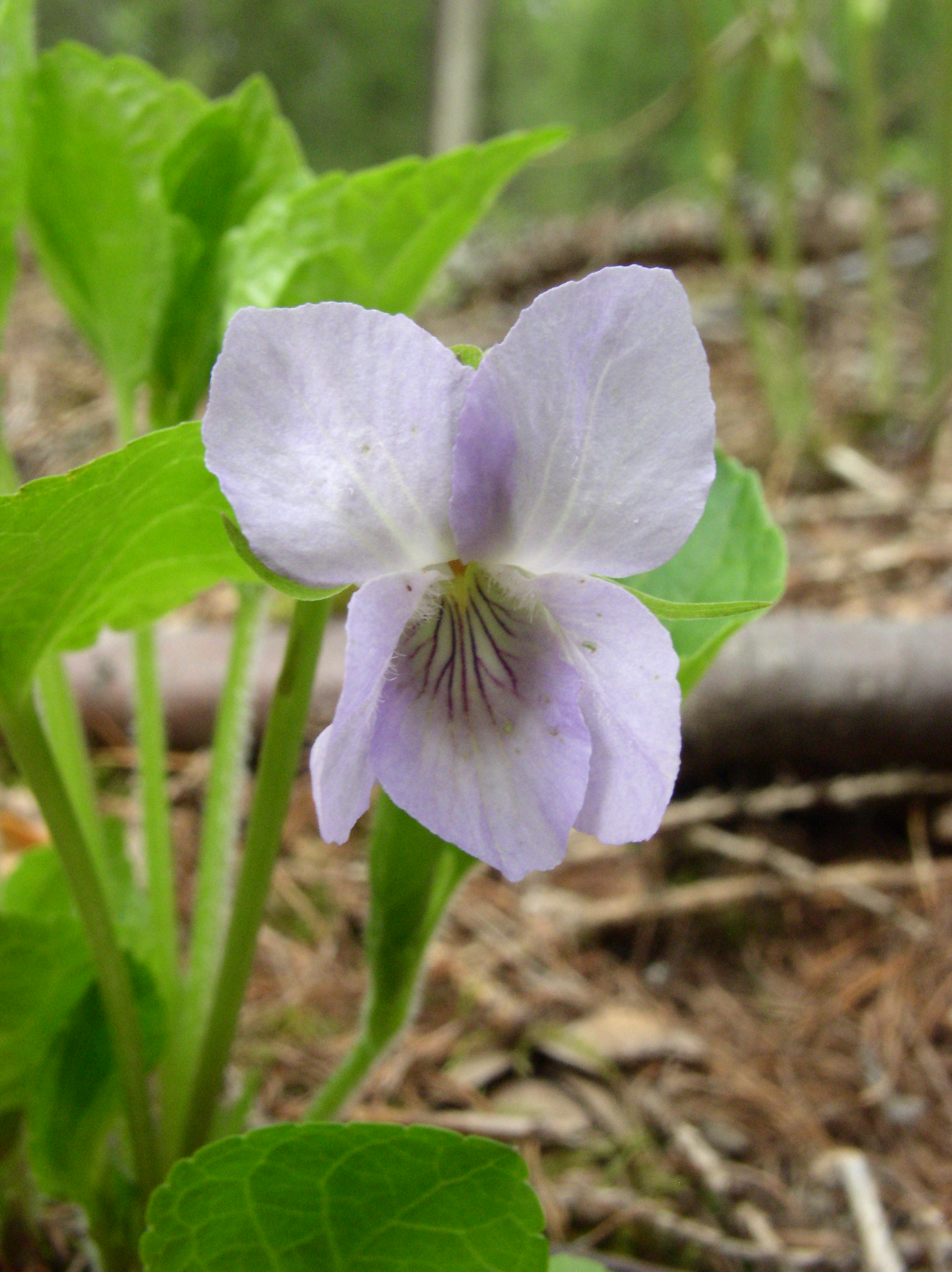
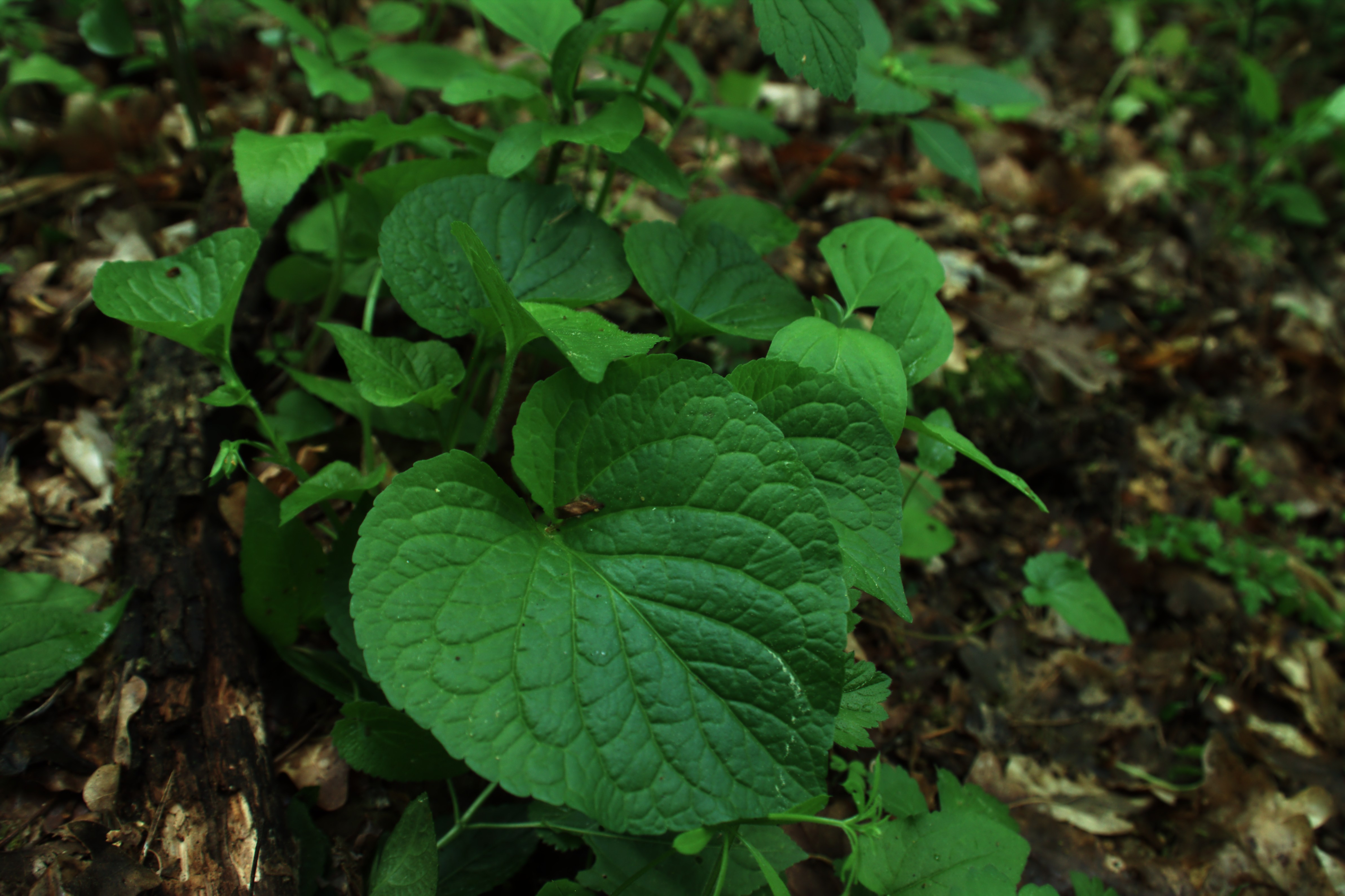